# New Orleans Buccaneers
Die New Orleans Buccaneers waren ein US-amerikanisches Basketballfranchise in New Orleans, Louisiana und Gründungsmitglied der American Basketball Association. Nach drei Spielzeiten in New Orleans zog die Mannschaft nach Memphis, Tennessee, wo sie als Memphis Pros, Memphis Tams und Memphis Sounds vier Jahre lang spielte, bevor sie 1975 nach Baltimore ziehen und als Baltimore Claws weiterexistieren sollte.

## Ursprünge
Bei der Gründung der ABA am 2. Februar 1967 wurde ein Franchise an eine Gruppe, der auch Morton Downey, Jr. angehörte, vergeben. Die Gruppe brachte nur 1000 $ für die Mannschaft auf, wogegen die meisten anderen 30.000 $ kosteten. Charles G. Smither, einer der sieben Eigner, wurde Präsident; ein weiterer der Investoren, Maurice M. Stern, Geschäftsführer. Die Mannschaft bekam den Namen New Orleans Buccaneers und der frühere Trainer der Mississippi State University Babe McCarthy wurde als erster Trainer verpflichtet. Unter den ersten Spielern waren Doug Moe, Larry Brown, Gerald Govan, Jimmy Jones und Red Robbins.

## 1967–1968
Die Buccaneers spielten ihre Heimspiele in der ersten Saison vor 2337 Fans im Loyola University Fieldhouse. Doug Moe, Red Robbins, Larry Brown und Jimmy Jones wurden zum ersten All Star Game berufen, bei dem Babe McCarthy Trainer des Westens war. Larry Brown wurde zum MVP des All Star Game ernannt und gab in der Saison die meisten Assists der Liga. Doug Moe wurde Mitglied des All ABA Teams und Jimmy Jones des All Rookie Teams. Die Buccaneers rekrutierten Jackie Moreland, der aus Minden, Louisiana stammte und von 1960 bis 1965 für die Detroit Pistons spielte.
Die Buccaneers beendeten die Saison als Erster der Western Division mit 48 Siegen und 30 Niederlagen, zwei Spiele vor den Dallas Chaparrals und drei Spiele vor den Denver Rockets. Sie besiegten in der ersten Runde der Playoffs die Denver Rockets mit 3:2 und gewannen die Divisionsmeisterschaft mit 4:1 gegen die Dallas Chaparrals. In der ersten ABA-Finalserie überhaupt verloren sie im entscheidenden siebten Spiel gegen die Pittsburgh Pipers mit 113:122.

## 1968–1969
Vor der Saison gaben die Buccaneers Larry Brown und Doug Moe an die Oakland Oaks im Austausch für Steve Jones, Barry Liebowitz und Ron Frantz ab. Red Robbins und Steve Jones spielten im ABA All Star Game. Man beendete die Saison mit 46 Siegen und 32 Niederlagen, was Platz zwei in der Western Division bedeutete, 14 Spiele hinter den Oakland Oaks. Durchschnittlich kamen 2834 Zuschauer zu den Spielen.
Die Buccaneers trafen in der ersten Runde der Playoffs auf die Dallas Chaparrals, die man knapp mit 4:3 besiegen konnte. In den Divisionsfinals verloren sie dann gegen die Oakland Oaks mit 0:4.

## 1969–1970
Die Buccaneers spielten nun im Tulane Gym (heute Fogelman Arena). Jimmy Jones erlitt im Dezember eine Knieverletzung, die seine Tätigkeit in dieser Saison begrenzte; trotzdem wurde er wie auch Steve Jones und Gerald Govan für das All Star Game nominiert. Babe McCarthy trainierte wieder den Westen. 
Die Bucs beendeten die Saison mit 42 Siegen wie Niederlagen. Damit war die Mannschaft fünfter und letzter in der schlagkräftigen Western Division und konnte sich nicht für die Playoffs qualifizieren. (In der Eastern Division hätte das Ergebnis für Platz drei gereicht und damit für die Playoffs.) Durchschnittlich besuchten 2599 Fans die Heimspiele.

## Ende des Aufenthalts in New Orleans
Die Mannschaft erwarb Wendell Ladner im Draft und benannte sich selbst in die Louisiana Buccaneers um mit dem Plan, die Heimspiele in der Saison 1970/71 im ganzen Staat auszutragen, also in New Orleans, Shreveport, Lafayette, Monroe und Baton Rouge. Wie die meisten Teams der ABA hatten die Bucs nie eine starke finanzielle Basis und der Umzug in das kleinere Tulane Gym zusammen mit ihrem schlechteren Spiel ließen die Einnahmen immer mehr versiegen. Man hoffte, man könnte mit einer regionalen Mannschaft mehr Kapital erringen.
Trotzdem wurde das Franchise am 21. August 1970 von einem neuen Eigner erworben, zehn Tage später nach Memphis, Tennessee umgesiedelt und in Memphis Pros umbenannt.
Am 10. Dezember 2008 wurden die Buccaneers in einem Spiel gegen die Charlotte Bobcats zum ersten Mal von den New Orleans Hornets wiederbelebt, dem NBA-Team aus der Stadt, die in den Trikots der Bucks aus der ersten Saison spielten. Auch die Cheerleader traten in ihrer Kluft aus der Saison auf, Höhepunkte der Mannschaft wurden während des Spiels als Videos gezeigt und viele der ehemaligen Spieler und Trainer wurden in der Halbzeit geehrt. Die Hornets gewannen das Spiel mit 105:89. In einem Auswärtsspiel bei den Cleveland Cavaliers am 16. Januar 2009 trugen die Hornets wieder diese Trikots und verloren mit 78:92.